# Stade Artemio-Franchi (Florence)
Pour les articles homonymes, voir Stade Artemio-Franchi (Sienne).
Le stade Artemio-Franchi est le plus grand stade de la ville de Florence en Italie. Il est utilisé par l'ACF Fiorentina.
Il offre une capacité de 45 809 places assises. Le stade n'étant pas, à l'origine, spécialement voué à accueillir des matchs de football, il est très étendu en longueur et offre donc une visibilité très moyenne dans les virages. Le terrain de football était entouré par une piste d'athlétisme jusqu'en 1990.

## Histoire
Le stade Artemio-Franchi fut construit entre 1929 et 1932 par l'ingénieur Pier Luigi Nervi (1891-1979), inventeur de nombreuses techniques dans l'utilisation du béton armé, dont ce fut l'une des premières réalisations importantes. Ce stade, vu d’extérieur notamment, est un des symboles de l'architecture rationaliste italienne,.
Le record d'affluence de 58 271 spectateurs a été enregistré le 25 novembre 1984, à l'occasion du match opposant la Fiorentina à l'Inter Milan, de nombreuses places étant encore debout à cette époque.

## Tribunes
Le terrain est entouré de quatre tribunes : la Tribuna centrale, la Tribuna Maratona, la Curva Fiesole et la Curva Ferrovia. La Curva Fiesole réunit les plus grands groupes de supporters florentins.

## Événements
- Coupe du monde de football de 1934
- Football aux Jeux olympiques d'été de 1960
- Finale de la Coupe d'Europe des vainqueurs de coupe de football 1960-1961, 27 mai 1961
- Championnat d'Europe de football 1968
- Concert de Madonna, dans le cadre de sa tournée Who's That Girl Tour, le 6 septembre 1987
- Coupe du monde de football de 1990
- Memorial Artemio Franchi, depuis 2008
- Concert de Madonna, dans le cadre de sa tournée The MDNA Tour, le 16 juin 2012

## Galerie

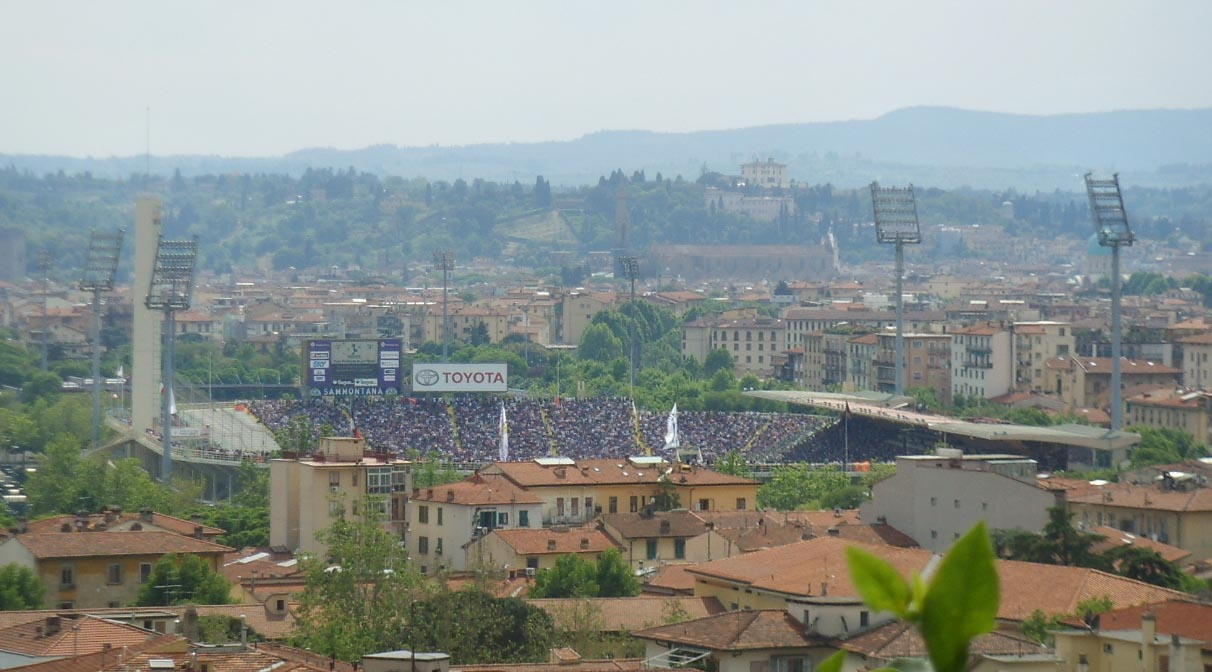
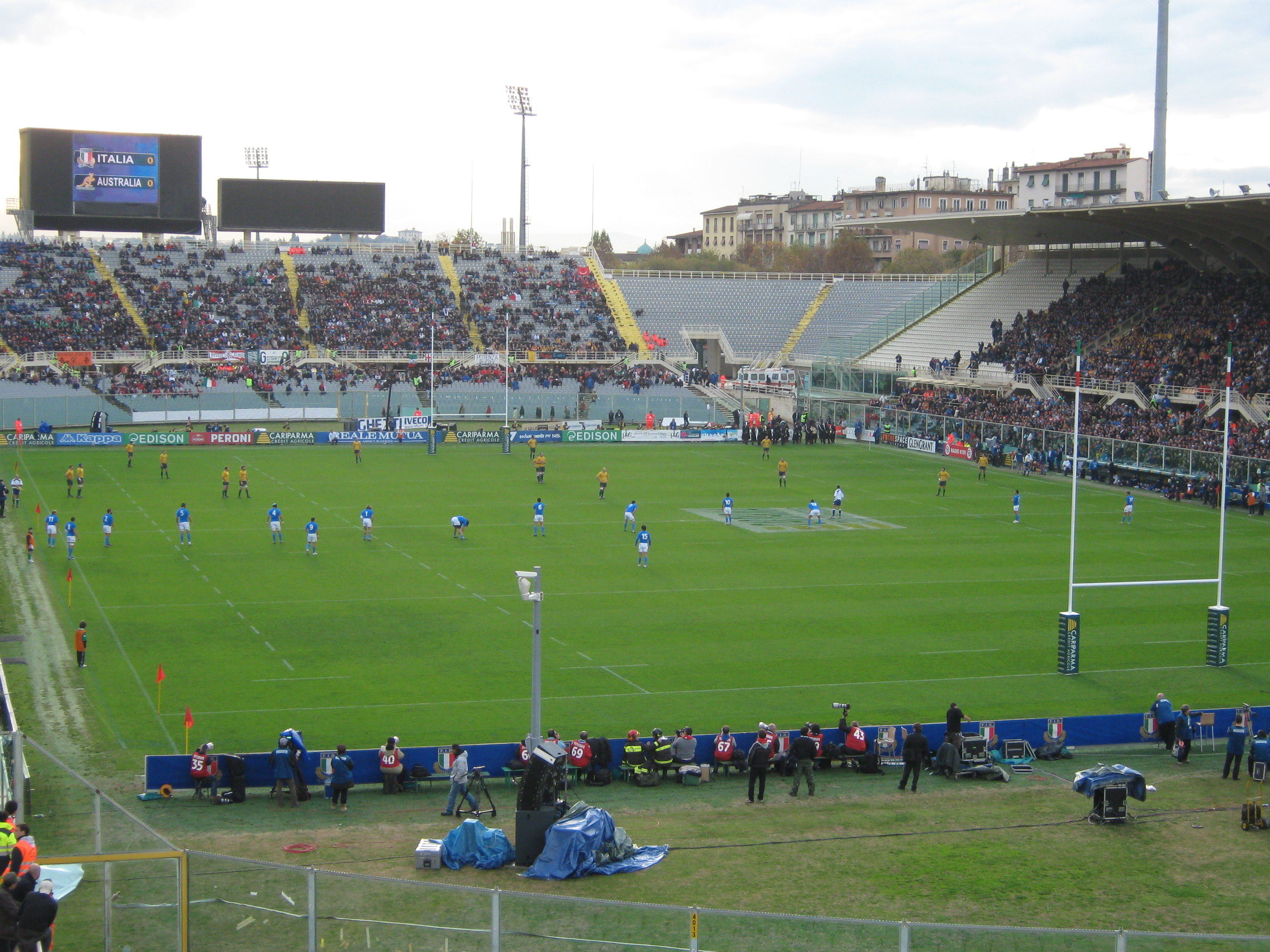